# Лопес Муньос, Педро
Педро Лопес Муньос (исп. Pedro López Muñoz; род. 1 ноября 1983, Торренте) — испанский футболист, играющий на позиции защитника. Выступал за испанский клуб «Уэска».

## Клубная карьера
Педро Лопес Муньос — воспитанник футбольного клуба «Валенсия». Однако сыграть в официальном матче за основную команду клуба ему не удавалось, Лопес выступал за резервную команду «Валенсии» в 2002—2004 годах в Сегунде B. В сезоне 2004/05 он на правах аренды перешёл в сантандерский «Расинг». 19 сентября 2004 года Лопес дебютировал в Примере, выйдя в основном составе «Расинга» в домашнем поединке против «Вильярреала». 31 октября того же года он забил и свой первый гол на высшем уровне, открыв счёт уже на 3-й минуте гостевого матча против «Мальорки».
Летом 2005 года Лопес подписал контракт с клубом Сегунды «Реал Вальядолид», который по итогам сезона 2006/07 вернулся в элиту испанского футбола.
Первый гол за «Вальядолид» в Примере Педро Лопес забил в ворота мадридского «Реала», открыв счёт на 71-й минуте домашнего матча дальним ударом в девятку.
В 2010 году «Вальядолид» вновь вылетел в Сегунду, в которой Лопес отыграл ещё один сезон. Летом 2011 года он подписал контракт с командой Примеры «Леванте».